# 노비디아
노비디아(Novidia)는 이도를 공용어로 하는 마이크로네이션이다. 꾸며낸 거짓으로 섬나라라고 주장하고 있으며 수도는 발료코(Balyoko)로 인구가 총 936,000여명 된다고 주장을 하고 있으나 사실이 아니다. 국가는 La Rozea Torcho다.